# Liste der Kardinalpriester von San Silvestro in Capite
Folgende Kardinäle waren Kardinalpriester von San Silvestro in Capite (Titulus Sancti Silvestri in Capite):
- Louis de Bourbon-Vendôme (1517–1521); in commendam (1521–1533)
- vakant (1533–1540)
- Uberto Gambara (1540–1541)
- Tommaso Badia OP (1542–1547)
- vakant (1547–1551)
- Fabio Mignanelli (1551–1556)
- Taddeo Gaddi (1557–1561)
- Antoine Perrenot de Granvelle, in commendam (1562–1565)
- Annibale Bozzuti (1565)
- Marco Antonio Bobba (1566–1572)
- vakant (1572–1585)
- François de Joyeuse (1585–1587)
- Pierre de Gondi (1588–1594)
- Francisco de Avila (1597–1599)
- Franz Xaver von Dietrichstein (1599–1623)
- Melchior Klesl (1623–1624)
- vakant (1624–1631)
- Giovanni Battista Maria Pallotta (1631–1652)
- Girolamo Colonna (1652–1653)
- Domingo Pimentel Zúñiga OP (1653)
- Carlo Rossetti (1654–1672)
- Gaspare Carpegna (1672–1689)
- Girolamo Casanate (1689–1700)
- Giovanni Francesco Albani (1700), dann Papst Clemens XI.
- Johann Philipp von Lamberg (1701–1712)
- Lodovico Pico della Mirandola (1712–1728)
- Prospero Marefoschi (1728–1732)
- Francesco Borghese (1732–1743)
- Vincenzo Bichi (1743)
- Antonio Maria Ruffo (1743–1753)
- Federico Marcello Lante Montefeltro Della Rovere (1753–1759)
- Ferdinando Maria de Rossi (1759–1767)
- François-Joachim de Pierre de Bernis (1769–1774)
- Innocenzo Conti (1775–1783)
- Giovanni Maria Rimaldini (1787–1789)
- Francesco Carrara (1791–1793)
- Carlo Livizzani Forni (1794–1802)
- Bartolomeo Pacca (1802–1818)
- Antonio Pallotta (1823–1834)
- Luigi Bottiglia Savoulx (1834–1836)
- Costantino Patrizi Naro (1836–1849)
- Jacques-Marie-Adrien-Césaire Mathieu (1852–1875)
- Louis-Marie-Joseph-Eusèbe Caverot (1877–1884)
- vakant (1884–1891)
- Vincenzo Vannutelli (1891–1900); in commendam (1900–1916)
- Donato Raffaele Sbarretti Tazza (1916–1928)
- Luigi Lavitrano (1929–1950)
- Valerio Valeri (1953–1963)
- John Carmel Heenan (1965–1975)
- George Basil Hume OSB (1976–1999)
- Desmond Connell (2001–2017)
- Louis-Marie Ling Mangkhanekhoun (seit 2017)